# Cadereyta de Montes
San Joaquin est une ville et une municipalité de l' État de Querétaro au centre du Mexique.